# Айкау, Эдди
Эдди Айкау (англ. Eddie Aikau) (4 мая 1946 год — 17 марта 1978 год) — профессиональный сёрфер и спасатель на воде.

## Детские годы
Родился 4 мая 1946 года в городе Кахулуи. В семье был третьим ребёнком. Там же начал заниматься сёрфингом.

## Подростковые и взрослые годы жизни
Позже он со своей семьёй переехал на остров Оаху. Там Эдди вскоре нашёл себе работу по душе — стал работать местным спасателем на довольно большой территории региона Оаху. Также известно, что за время его работы на пляже никто не утонул. В 1971 году удостоился награды «Спасатель года».

## Смерть
В 1978 году Полинезийское общество морских путешествий (Polynesian Voyaging Society) объявило набор добровольцев для 30-дневного путешествия протяженностью 4000 км, чтобы пройти по древнему маршруту полинезийской миграции между гавайскими и таитянскими островами. В состав экспедиции вошел и Эдди Айкау. 16 марта судно с путешественниками покинуло Гавайи, но в 19 километрах от берега в одном из корпусов судна началась течь. Эдди решил на своей сёрферной доске отправиться за помощью, сняв свой спасательный жилет, который стеснял его движения. Тело Айкау не было найдено, а судно было спасено береговой охраной штата Гавайи.

## Память
В память о Эдди Айкау стал проводиться сёрферный турнир в бухте Ваимеа Quiksilver in Memory of Eddie Aikau (одним из его победителей стал брат Эдди — Клайд Айкау). Это соревнование проводится в те годы, когда волны достигают определенной высоты — не менее 6 метров. Именно поэтому последние турниры памяти Эдди Айкау состоялись в 2009 и 2017 годах.

## Личная жизнь
Его родители — отец Соль Айкау и мать Генриетта Айкау. Был одним из 3 детей в семье (кроме него были брат и сестра — Клайд Айкау и Майра Айкау). С 1972 по 1978 годы был женат на Линде Кроссуайт.